# José Eduardo Bettencourt
José Eduardo Fragoso Tavares de Bettencourt (Lisboa, 24 de Outubro de 1960), também conhecido como "Cotonete", foi eleito presidente do Sporting Clube de Portugal, a 5 de Junho de 2009 com mais de 89,4% dos votos, sucedendo assim a Filipe Soares Franco que estava na presidência leonina desde 2006. Após uma derrota caseira por 2-3 da equipa de futebol frente ao Paços de Ferreira a 15 de Janeiro de 2011, J. E. Bettencourt apresentou a sua demissão a Dias Ferreira, presidente da mesa da assembleia-geral do clube, tendo de seguida comunicado publicamente a sua decisão nume breve declaração à imprensa.

## Biografia
Filho de José Manuel de Barros de Bettencourt (Lisboa, 13 de Maio de 1933), sobrinho-trineto do 1.º Visconde da Fonte do Mato, tetraneto do 1.º Barão da Fonte do Mato, sobrinho-tetraneto do 1.º Barão da Areia Larga, e descendente dos Guarda-Jóias da Casa Real, de origem Italiana, e de sua mulher (Sesimbra, 15 de Julho de 1958) Maria Margarida Morujão Fragoso Tavares (Lisboa, 5 de Novembro de 1933), trineta duma prima-irmã do 1.º Visconde da Esperança e 1.º Conde da Esperança.
Licenciado em Economia pela Faculdade de Economia da Universidade Nova de Lisboa (1983) sendo que no ano seguinte terminou a Pós-Graduação em Economia Europeia, na Universidade Católica.
Casado em Lisboa, a 29 de Junho de 1985, com Maria João de Santa Marta Granger Rodrigues (Lisboa, 15 de Novembro de 1960), trineta dum Francês e do 2.º Visconde de Andaluz, 5.ª neta do 1.º Visconde de Santarém e tia paterna de Pedro Granger, com cinco filhos e filhas, iniciou a sua carreira profissional no Citibank até ao ano de 1991, sendo que em 1992 passa a integrar o Barclays Bank (Director Comercial, Banca de Particulares). Em 1993, viria a tornar-se Membro da Comissão Executiva do BCI (Grupo Santander em Portugal), sendo o principal responsável pela rede de retalho. Em 1997, assume a pasta da Banca Privada dentro do mesmo grupo empresarial. No ano de 2001, é nomeado adjunto do Presidente do Grupo Santander em Portugal integrando, desde essa altura, vários lugares de destaque. Passados três anos, é administrador delegado da Sporting, SAD para além de integrar a Administração do Banco Santander Totta a partir da fusão (Dezembro de 2004) com o Pelouro de Recursos Humanos. Em 2006, passa a Vice-Presidente do Conselho Directivo do Sporting Clube de Portugal (não-executivo) e no banco tornar-se-ia Vogal da Comissão Executiva com o Pelouro das Redes Particulares e Negócios, Empresas, Private e FC’S, cargo que viria a ocupar até se tornar Presidente do Sporting Clube de Portugal, do Conselho de Administração da Sporting.SAD e todas as empresas que compõem o denominado Grupo Sporting.
No campo desportivo, durante a sua presença enquanto Administrador Executivo da Sporting, SAD (entre Abril de 2001 e Junho de 2004), o Sporting conquistou o Campeonato Nacional e Taça de Portugal na época desportiva 2001–2002 e foi vencedor da Supertaça Cândido de Oliveira na época 2002–2003. No ‘clube do seu coração’ já foi distinguido com o Prémio Stromp, Rugidos de Leão, Leão do Marquês e Prémio Toyota para o ‘Gestor Desportivo do Ano’.
Numa entrevista em Janeiro de 2008 já tinha deixado o aviso: "Vibro, sofro e serei Sportinguista para o resto da minha vida. E talvez não morra sem ser Presidente". No dia 6 de Junho de 2009 tornou o seu sonho em realidade.
Sócio N.º 9.472 (desde 22 de Agosto de 1980), acaba por sair da presidência do clube de Alvalade debaixo de críticas cerradas de uma falange da massa associativa, que o acusou de falta de liderança. Do ano e meio que passou à frente dos destinos do clube, ficam sobretudo frases que se tornaram famosas, como "Paulo Bento forever" e "João Moutinho é uma maçã podre".
 Terminou o seu mandato a 27 de Março de 2011.